# Björn Engholm
Björn Engholm (ur. 9 listopada 1939 w Lubece) – niemiecki polityk, działacz Socjaldemokratycznej Partii Niemiec (SPD) i jej przewodniczący w latach 1991–1993, poseł do Bundestagu i minister w rządzie federalnym, od 1988 do 1993 premier Szlezwika-Holsztynu.

## Życiorys
Po ukończeniu nauki od 1959 praktykował jako zecer w związanym z socjaldemokratami wydawnictwie. Wstąpił w międzyczasie do związku zawodowego IG Druck und Papier, a w 1963 został członkiem Socjaldemokratycznej Partii Niemiec. Podjął studia z zakresu polityki, ekonomii i socjologii na Uniwersytecie w Hamburgu. Pracował w międzyczasie jako szkoleniowiec na kursach związkowych i przy edukacji dorosłych, a także jako dziennikarz. W drugiej połowie lat 60. kierował socjaldemokratyczną młodzieżówką Jusos w Lubece.
W 1969 po raz pierwszy zasiadł w Bundestagu, mandat deputowanego do niższej izby niemieckiego parlamentu wykonywał do 1983. W latach 1977–1981 był parlamentarnym sekretarzem stanu w ministerstwie edukacji i nauki. Od 1981 do 1982 sprawował urząd ministra edukacji i nauki w rządzie federalnym Helmuta Schmidta. Od września do października 1982 jednocześnie kierował resortem rolnictwa.
W 1983 przeszedł do landtagu Szlezwika-Holsztynu, gdzie objął przewodnictwo frakcji SPD. W tym samym roku został członkiem kuratorium Fundacji im. Friedricha Eberta. W 1984 dołączył do zarządu federalnego socjaldemokratów. Po wyborach w 1987 socjaldemokraci pozostali w opozycji wobec kolejnego rządu Uwe Barschela z CDU. Wkrótce po reelekcji premiera Szlezwika-Holsztynu zarzucono mu zlecenie szpiegowania Björna Engholma w kampanii wyborczej. Uwe Barschel zaprzeczał tym zarzutom, jednak zrezygnował ze stanowiska, a kilka dni później został znaleziony martwy w hotelu w Genewie.
W kraju związkowym przeprowadzono kolejne wybory, które zakończyły się zwycięstwem SPD. W maju 1988 Björn Engholm został nowym premierem landu, dołączając w tym samym roku do prezydium SPD. Od listopada 1988 do października 1989 był przewodniczącym Bundesratu. W maju 1991 zastąpił Hansa-Jochena Vogela na stanowisku przewodniczącego Socjaldemokratycznej Partii Niemiec. W styczniu 1992 ogłoszono go kandydatem SPD na kanclerza, a maju tegoż roku uzyskał reelekcję na premiera Szlezwika-Holsztynu. W maju 1993 zrezygnował z wszystkich funkcji politycznych i stanowisk państwowych, gdy ujawniono, że w swoich zeznaniach dotyczących tzw. afery Uwe Barschela podawał nieprawdę.
Po odejściu z polityki zajął się działalnością konsultingową.